# Lago Huillinco

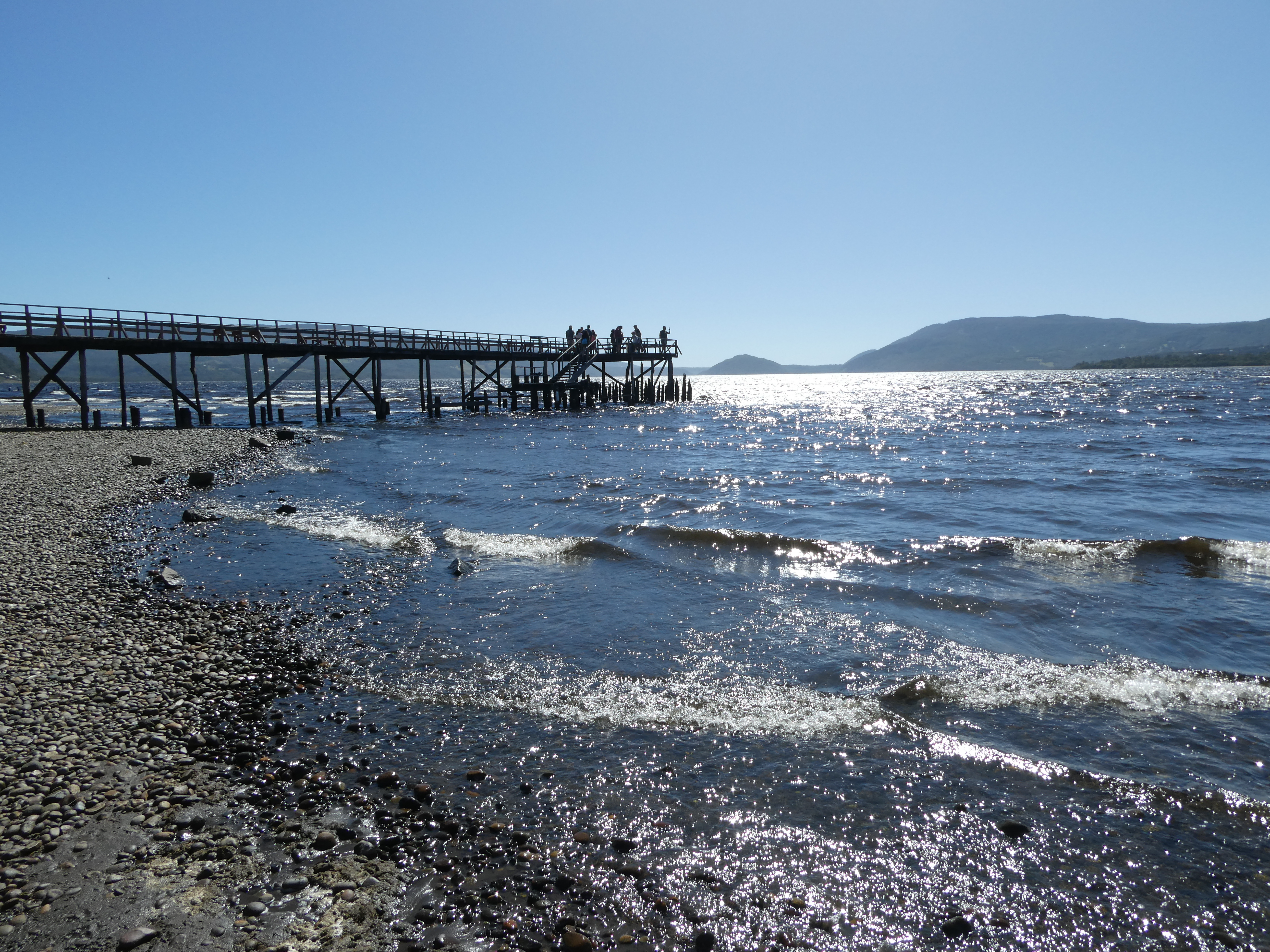
El muelle del lago Huillinco.

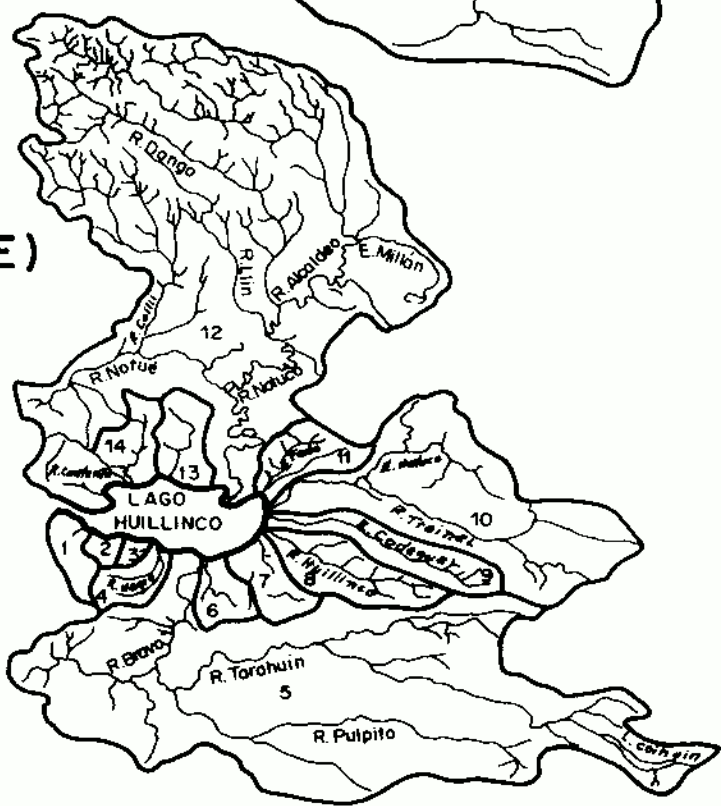
Cuenca del lago Huillinco.

El lago Huillinco o laguna de Huillinco es un cuerpo superficial de agua ubicado en el sur de Chile, al oeste de la Isla Grande de Chiloé, en la comuna de Chonchi. 

## Ubicación y descripción
Se localiza a 13 km al oeste del pueblo de Chonchi, y a 12 km de Cucao, el poblado más occidental del archipiélago de Chiloé. Junto con los lagos Tarahuín, Tepuhueico y Cucao —unido a este último por el estrecho Contento—, es parte de la mayor cuenca lacustre del archipiélago de Chiloé. En su orilla oriental está la aldea de Huillinco, uno de los pocos poblados en el interior de la Isla Grande.

## Hidrología
Sobre los lagos Natri, Tarahuín, Tepuhueico, Huillinco y Cucao existe, excepcionalmente, un acabado estudio de sus condiciones hidrográficas en el A study of the river basins and limnology of ﬁve humic lakes on Chiloé Island publicado en la Revista Chilena de Historia Natural en diciembre de 2003 por Oscar Parra, Stefan Woelf y Edilia Jaque Castillo.
Del estudio se tienen los siguientes datos de la morfología de los cuerpos de agua:
| | Natri    | Tepuhueico | Tarahuín | Huillinco | Cucao    |
| Latitud | 42°47’ S | 42°47’ S   | 42°43’ S | 42°40’ S  | 42°38’ S |
| Longitud | 73°50’ W | 73°58’ W   | 73°45’ W | 73°57’ W  | 74°40’ W |
| Altitud (m) | 39.0     | 25.0       | 66.0     | 13.0      | 10.0     |
| Volumen (km³) | 0.273    | 0.128      | 0.170    | 0.395     | 0.127    |
| Área del espejo de agua (Ao) (km²) | 7.8      | 14.3       | 7.71     | 9.1       | 10.6     |
| Área drenaje (Ad) (km²) | 46.5     | 182.1      | 38.1     | 529.8     | 33.2     |
| Largo máximo (lm) (km) | 6.3      | 5.2        | 6.4      | 8.1       | 7.9      |
| Ancho máximo (bm) (km) | 1.3      | 3.1        | 1.5      | 3.2       | 1.8      |
| Ancho mínimo (km) | 0.6      | 1.9        | 0.5      | 0.8       | 0.7      |
| Ancho promedip (b) (km) | 1.2      | 2.5        | 0.9      | 1.9       | 1.1      |
| Profundidad máxima (Zm) (m) | 58.0     | 25.0       | 33.0     | 47.0      | 25.0     |
| Profundidad promedio (Z) (m) | 35.0     | 9.0        | 22.2     | 20.7      | 12.0     |
| Profundidad relativa (Zr) (%) | 1.8      | 0.6        | 1.1      | 1.0       | 0.7      |
| Perímetro (L) (km) | 16.4     | 24.7       | 20.0     | 25.9      | 22.9     |
| Coeficiente de perímetro (DL)* | 1.7      | 1.8        | 2.0      | 1.7       | 2.0      |
| Ad/Ao | 6.0      | 12.7       | 4.9      | 27.7      | 3.1      |
| Proporción profundidad media a máxima Z:Zm | 0.6      | 0.4        | 0.7      | 0.4       | 0.5      |
| Desarrollo del volumen* | 1.8      | 1.1        | 2.0      | 1.3       | 1.4      |
| - El coeficiente de perímetro es la proporción entre el perímetro del lago y el perímetro de una circunferencia con igual área que el lago. Toma el valor 1 para un lago perfectamente circular. {\textstyle D_{L}={\frac {L}{2{\sqrt {\pi A}}}}}, con {\textstyle D_{L}} es el coeficiente, {\displaystyle L} es el perímetro del lago, y {\displaystyle A} es el área del lago. - El desarrollo del volumen es una medida de la diferencia entre la forma del lago (cuerpo de agua) y la de un cono: Dv = 3 Z÷ Zmax |          |            |          |           |          |

La isla de Chiloé tiene precipitaciones anuales de entre 2000 a 2500 mm, una humedad relativa de 84 % y una temperatura promedio histórico de 10,5 °C con mínimo y máximo de 6,9 °C y 14,2 °C respectivamente.: 564 

## Historia
Su nombre en mapudungún significa «estero de los huillines». En el pasado, la aldea de Huillinco fue el principal punto de conexión —vía navegación lacustre— entre Cucao y el resto del archipiélago, hasta la construcción en 1981 de la ruta que conecta a Cucao con la localidad de Notuco, en la carretera Panamericana.
Luis Risopatrón lo describe esn su Diccionario Geográfico de Chile de 1924:: 413 
Huillinco (Lago) 42° 40’ 73° 55'. Es de mediana estension, tiene 39 a 58 m de profundidad en su parte central, no ofrece peces en sus aguas, ni aves de caza en sus márjenes i se encuentra entre riberas faldeadas i boscosas que altean suavemente hasta alcanzar las alturas vecinas, abundantes en pastos, en las que se cria ganado mayor i lanar, en la sección media de la isla de Chiloé; ventarrones del NW al SE prevalecen en él durante la mayor parte del año. Desagua hácia el W por un profundo caño, de unos 100 m de ancho i 2 kilómetros de largo, a la laguna de Cucao. 1, VIII, p. 8; i XXI, p. 173 i 281, carta 69; 60, p. 352; i 156.

## Población, economía y ecología
El lago es apto para la práctica de actividades como el kayakismo, el surf a vela y la pesca deportiva. En la feria del poblado se pueden adquirir artesanías y productos hortícolas. También existen emprendimientos de agroturismo en los alrededores del lago.